# Comarostaphylis
Comarostaphylis Zucc. – rodzaj roślin z rodziny wrzosowatych (Ericaceae). Obejmuje 10 gatunków. Zasięg rodzaju obejmuje całą Amerykę Centralną, Meksyk i Kalifornię, przy czym 8 gatunków jest endemitami Meksyku, jeden gatunek (C. arbutoides) rośnie w Meksyku i Ameryce Środkowej, na południu sięgając po Panamę, i jeden także obecny jest w Meksyku i Kalifornii (C. diversifolia). Są to rośliny pirofityczne – odporne na działanie ognia i wytwarzające nasiona kiełkujące po pożarach.

## Morfologia

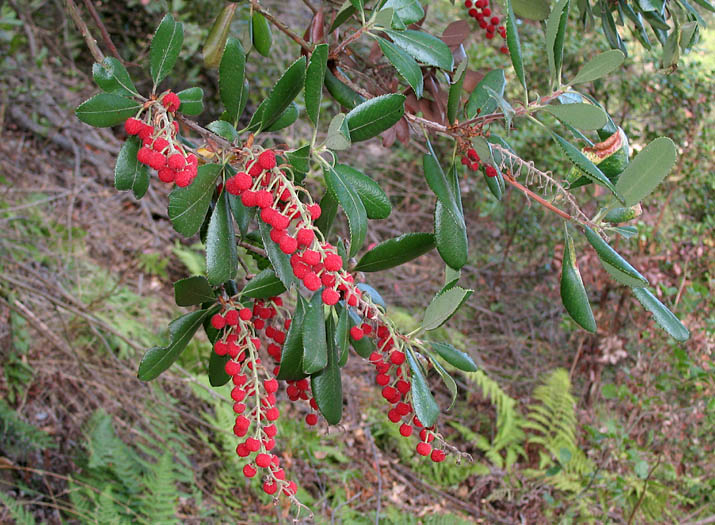
Pędy z owocami Comarostaphylis diversifolia

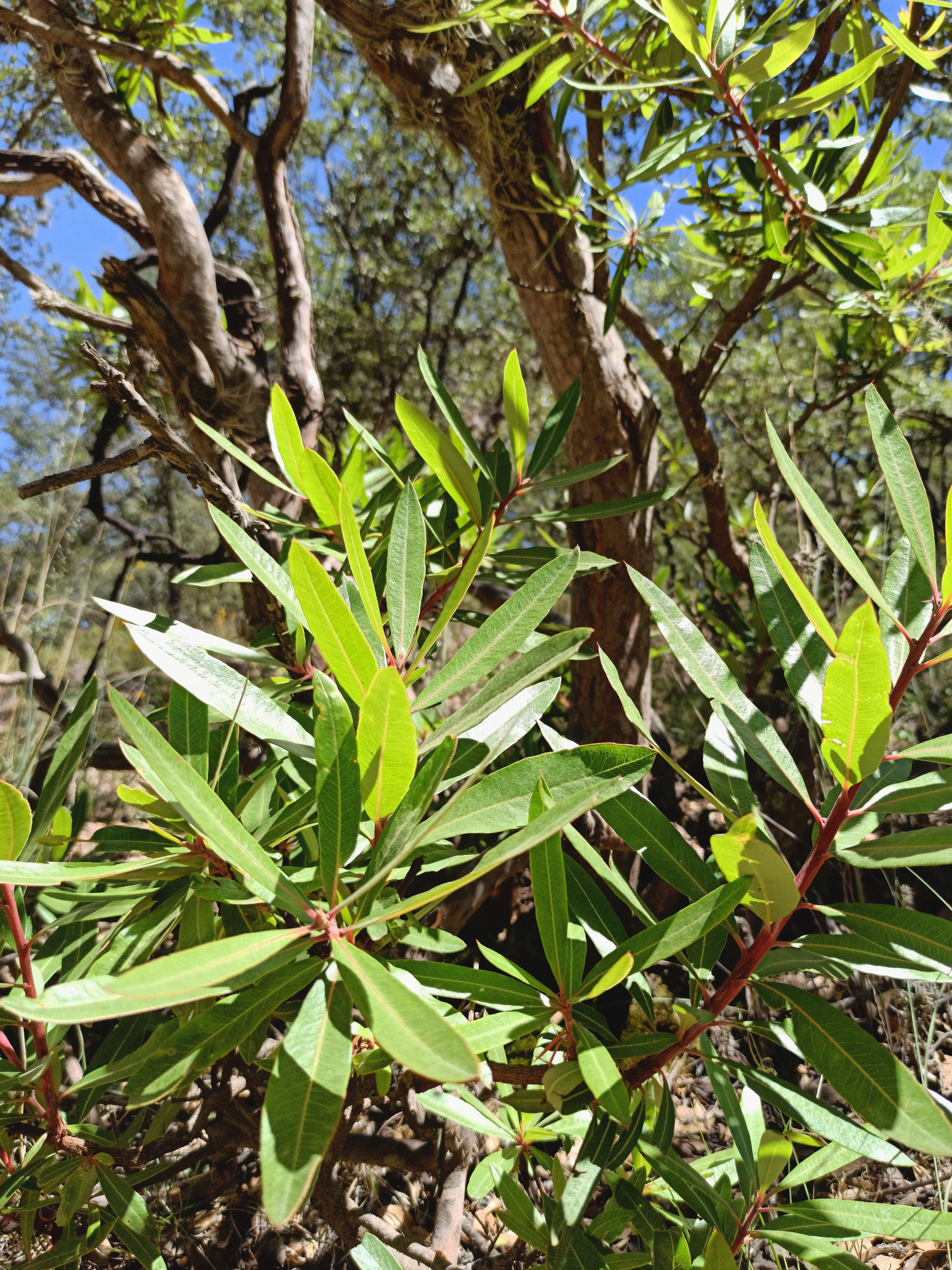
Liście Comarostaphylis glaucescens

PokrójKrzewy i drzewa o pędach prosto wznoszących się i rozpościerających się, rzadziej ścielących się po podłożu. Młode pędy są owłosione lub nagie, starsze pokrywa kora o barwie od szarej do czerwonawej, rozmaicie łuszcząca się – płatkowato lub pasmami.
LiścieTrwałe, rzadziej zrzucane w porze suchej. Blaszki od wąskojajowatych do szerokojajowatych, czasem eliptyczne, skórzaste, brzegi płaskie lub podwinięte, zwykle piłkowane, czasem bardzo drobno i prawie całobrzegie. Liście są skórzaste, zwykle od spodu gęsto, szaro owłosione, rzadziej nagie, z wierzchu są z reguły nagie (ew. z owłosionym nerwem głównym), często połyskująco zielone.
KwiatyObupłciowe, zebrane w liczbie od 5 do 30 w kwiatostany groniaste i wiechowate. Działki kielicha w liczbie 5, rzadziej 4, są trwałe (zasychają po przekwitnięciu), mają kształt wąskotrójkątny do szydlastego. Płatki w liczbie 5, rzadziej 4, są zrośnięte w walcowatą lub kulistawą koronę, tylko na szczycie z wolnymi łatkami. Korona jest biała, rzadziej zielonkawa, żółtawa, różowa lub czerwona. Pręcików jest 10, są schowane w koronie, ich nitki są u nasady spłaszczone, pylniki zaopatrzone w dwa pazurki otwierają się dwoma pęknięciami. Zalążnia jest 5-komorowa, z szyjką zwieńczoną główkowatym znamieniem.
OwoceKuliste, soczyste, zwykle brodawkowate na powierzchni pestkowce barwy czerwonej, rzadziej czarnofioletowej lub czarnej. Zawierają 5 pestek z 5 nasionami zrastających się w kulisty endokarp.

## Systematyka
Pozycja systematyczna
Jeden z sześciu rodzajów z podrodziny Arbutoideae Niedenzu w obrębie rodziny wrzosowatych (Ericaceae) z rzędu wrzosowców (Ericales), czasem wraz z pozostałymi łączony w jeden szeroko ujmowany rodzaj mącznica Arctostaphylos.
Wykaz gatunków
- Comarostaphylis arbutoides Lindl.
- Comarostaphylis discolor (Hook.) Diggs
- Comarostaphylis diversifolia (Parry) Greene
- Comarostaphylis glaucescens (Kunth) Zucc. ex Klotzsch
- Comarostaphylis lanata Small
- Comarostaphylis longifolia (Benth.) Klotzsch
- Comarostaphylis mucronata Klotzsch
- Comarostaphylis polifolia (Kunth) Zucc. ex Klotzsch
- Comarostaphylis sharpii Dorr & Diggs
- Comarostaphylis spinulosa (M.Martens & Galeotti) Diggs